# Augignac
Augignac település Franciaországban, Dordogne megyében. Lakosainak száma 825 fő (2022. január 1.). Augignac Piégut-Pluviers, Savignac-de-Nontron, Nontron, Abjat-sur-Bandiat, Le Bourdeix és Saint-Estèphe községekkel határos.

## Népesség
A település népességének változása:
| Lakosok száma | 876  | 818  | 838  | 810  | 830  | 815  | 814  | 821  | 824  | 825  |
|               | 1968 | 1982 | 1990 | 2006 | 2013 | 2015 | 2017 | 2019 | 2020 | 2022 |